# Amomum nilgiricum
Amomum nilgiricum ist eine Pflanzenart aus der Gattung Amomum innerhalb der Familie der Ingwergewächse (Zingiberaceae). Sie kommt im südlichen Indien vor.

## Beschreibung

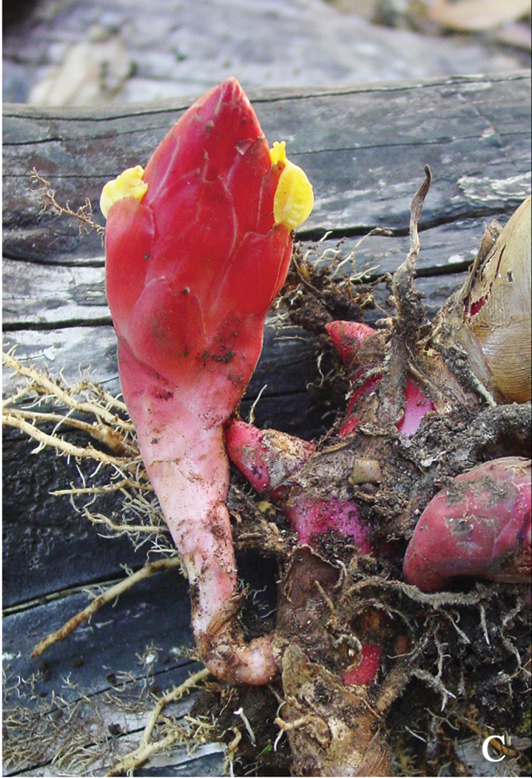
Unterirdische Pflanzenteile und Blütenstand

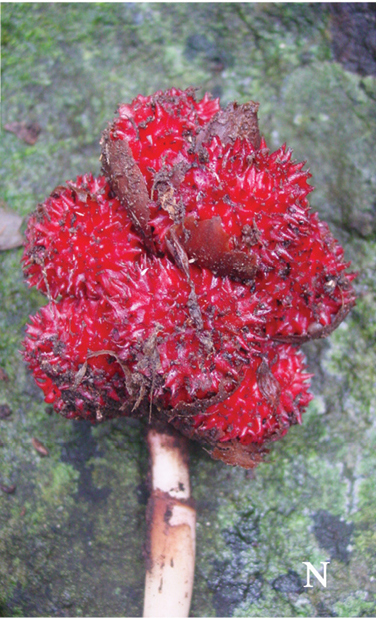
Fruchtstand mit reifen Früchten

### Vegetative Merkmale
Amomum nilgiricum wächst als ausdauernde, krautige Pflanze, die Wuchshöhen von 2 bis 4 Metern erreichen kann. Die kräftigen und steifen Rhizome bilden keine Ausläufer sind innen cremeweiß gefärbt und außen mit Schuppen bedeckt. Die an der Außenseite behaarten, papierartigen Schuppen sind bei einer Länge von etwa 1,8 Zentimetern sowie einer Breite von rund 2 Zentimetern eiförmig bis dreieckig und haben eine annähernd runde Spitze. Von jedem Rhizom gehen mehrere büschelartig zusammenstehende, kräftige Sprossachsen ab. An der Basis haben die Stängel grüne und an der Außenseite dicht behaarte Blattscheiden, welche zwischen 2,5 und 4,5 Zentimeter breit sind. Die papierartigen und ganzrandigen Blatthäutchen sind an der Außenseite flaumig bis zottig behaart und sind 4,5 bis 9 Zentimeter lang; ihr oberes Ende ist spitz.
Jeder Stängel besitzt 14 bis 20 Laubblätter. Die wechselständig angeordneten Laubblätter sind in Blattstiel und Blattspreite gegliedert. Der blassgrüne Blattstiel ist 0,2 bis 0,8 Zentimeter lang und wollig bis filzig behaart. Die einfache Blattspreite ist bei einer Länge von 32 bis 41 Zentimetern und einer Breite von 6,5 bis 8 Zentimetern lanzettlich bis elliptisch-lanzettlich mit keilförmiger Blattbasis und bis zu 3 Zentimeter lang zugespitztem oberen Ende. Die grüne, behaarte bis kahle Blattoberseite weist angedrückte Blattadern auf. Die filzig behaarte Blattunterseite ist stumpf grün gefärbt und hat eine borstig behaarte Mittelrippe. Die Blattränder sind annähernd geradlinig.

### Generative Merkmale
Die Blütezeit sowie die Fruchtreife von Amomum nilgiricum umfasst die Monate März bis November. Direkt aus dem Rhizom entwickelt sich auf einem 3,5 bis 7,5 Zentimeter langen, mit schuppenförmigen Blattscheiden bedeckten Blütenstandsschaft ein endständiger ähriger Blütenstand, der 7 bis 15 Zentimeter lang ist und in dem die zahlreichen Blüten dicht zusammen stehen. Die papierartigen, roten und an der Außenseite flaumig behaarten Deckblätter sind bei einer Länge von 3 bis 4,7 Zentimetern sowie einer Breite von 1,6 bis 2,1 Zentimetern länglich; ihre Spitze ist etwas ausgerandet und ihre Ränder sind bewimpert. Die membranartigen, röhrenförmigen und roten Vorblätter sind 2,2 bis 2,5 Zentimeter lang und 0,5 bis 0,6 Zentimeter breit und sind ungleichmäßig zweifach gelappt, ihre Spitze ist spitz, ihre Ränder sind bewimpert und die Außenseite ist flaumig behaart. Der Blütenstiel ist etwa 0,5 Zentimeter lang.
Die zwittrigen, gelben Blüten sind bei einer Länge von 4,7 bis 5,2 Zentimetern zygomorph und dreizählig mit doppelten Perianth. Die zwei oder drei membranartigen, an der Außenseite flaumig behaarten, blassroten Kelchblätter sind miteinander verwachsen und sind 2,4 und 2,8 Zentimeter lang und etwa 0,4 Zentimeter breit. Die blassgelben Kronblätter sind zu einer 2,5 bis 3 Zentimeter langen und etwa 0,4 Zentimeter dicken Kronröhre mit drei gelben Kronlappen verwachsen, die an der Außenseite sowie auch an der Röhrenöffnung flaumig behaart ist. Der aufrechte Kronlappen ist bei einer Länge von 1,4 bis 1,6 Zentimetern und einer Breite von 0,7 bis 0,8 Zentimetern länglich mit ausgerandetem oberen Ende und bewimperten Rand. Die beiden seitlichen Kronlappen sind bei einer Länge von 1,4 bis 1,6 Zentimetern sowie einer Breite von 0,4 bis 0,6 Zentimetern etwas schmäler aber ebenfalls länglich und haben bewimperte Ränder, aber eine fast runde Spitzen und sind auf einer Seite etwas gefaltet. Nur das mittlere der 1,1 bis 1,2 Zentimeter langen Staubblätter des inneren Kreises ist fertil; es besitzt einen etwa 4,5 Millimeter langen und 2,5 bis 3 Millimeter breiten, blassgelben Staubfaden. Die zwei cremeweißen und flaumig behaarten Hälften des Staubbeutels sind bei einer Länge von 6 bis 7 Millimetern länglich geformt. Die beiden seitlichen Staminodien des inneren Kreises sind zu einem einheitlich gelben, verkehrt-eiförmigen bis rautenförmigen Labellum verwachsen, welches 1,4 bis 1,5 Zentimeter lang und 1 bis 1,2 Zentimeter breit ist. Das Labellum hat einen bewimperten Rand sowie eine gespaltene Spitze und ist an der Innenseite entlang der Mittelachse flaumig behaart. Drei Fruchtblätter sind zu einem dreikammerigen und 4 bis 5 Zentimeter langen und etwa 4 Millimeter breiten, dicht flaumig behaarten Fruchtknoten verwachsen mit zahlreichen Samenanlagen in jeder Fruchtknotenkammer. Der 3,4 bis 3,7 Zentimeter lange Griffel hat eine kahle Basis sowie eine flaumig behaarte Spitze. Die röhrenförmige blassgelbe Narbe hat einen Durchmesser von rund 1 Millimeter.
Jeder Blütenstand kann acht bis zehn Kapselfrüchte bilden. Die bei einem Durchmesser von 2 bis 3 Zentimetern kugelförmigen Kapselfrüchte sind zur Reife rot gefärbt. Sie besitzen eine mit stumpfen Dornen besetzte und flaumig behaarte Oberfläche und enthalten viele Samen. Die bei einer Länge von 4 bis 5 Millimetern und einer Breite von rund 3 Millimetern etwas länglichen, schwarzen Samen besitzen einen weißen Arillus. Die Samen verströmen einen wohlriechenden Geruch.

## Vorkommen
Das natürliche Verbreitungsgebiet von Amomum nilgiricum liegt in dem im südlichen Indien gelegenen Bundesstaat Kerala. Es umfasst dort soweit bisher bekannt nur die im Silent-Valley-Nationalpark gelegenen Nilgiri-Berge, einem Gebirgszug der Westghats. Man findet sie dort in immergrünen Wäldern in Höhenlagen über 1210 Metern.

## Taxonomie
Die Erstbeschreibung als Amomum nilgiricum erfolgte 2012 durch V. P. Thomas und Mamiyil Sabu in PhytoKeys, Nummer 8, Seite 100. Das Artepitheton nilgiricum verweist auf das Vorkommen der Art in den Nilgiri-Bergen.